# Jerzy Rybicki
Jerzy Rybicki (* 6. června 1953 Varšava, Polsko) je bývalý polský rohovník/boxer, olympijský vítěz z roku 1976.

## Sportovní kariéra
Jeho sportovní kariéra je spojená s klubem Gwardia Warszawa, kde začal boxovat ve svých 15 letech. V polské reprezentaci se pohyboval od roku 1972 nejčastěji v lehké střední váze do 71 kg. V roce 1976 získal na olympijských hrách v Montréalu zlatou olympijskou medaili, když ve finále porazil Jugoslávce Tadiju Kačara. V roce 1980 získal bronzovou olympijskou medaili na olympijských hrách v Moskvě, když v semifinále nestačil na domácího Sověta Viktora Savčenka. Po olympijských hrách se rozloučil s reprezentací. Aktivní sportovní kariéru ukončil v roce 1983. Věnoval se trenérské práci. V letech 1989-1993 byl šéftrenérem polské boxerské reprezentace.

## Výsledky
| Turnaj             | 1974               | 1975               | 1976               | 1977               | 1978               | 1979               | 1980               |
| Turnaj             | 21                 | 22                 | 23                 | 24                 | 25                 | 26                 | 27                 |
| Turnaj             | lehká střední váha | lehká střední váha | lehká střední váha | lehká střední váha | lehká střední váha | lehká střední váha | lehká střední váha |
| ------------------ | ------------------ | ------------------ | ------------------ | ------------------ | ------------------ | ------------------ | ------------------ |
| Olympijské hry     |                    |                    | 1.                 |                    |                    |                    | 3.                 |
| Mistrovství světa  | úč.                |                    |                    |                    | 3.                 |                    |                    |
| Mistrovství Evropy |                    | 3.                 |                    | 3.                 |                    | úč.                |                    |